# Onychopoda
Onychopoda es un suborden especializado de crustáceos branquiópodos del orden Cladocera.
El suborden Onychopoda es "uno de los grupos más distintivos, morfológicamente, de cladóceros". Poseen solo cuatro pares de patas, comparado a los cinco o seis pares presentes en Ctenopoda y Anomopoda. Inusualmente entre crustáceos branquiopódos, Onychopoda comparte con Haplopoda la presencia de apéndices segmentados, los cuales son utilizados para atrapar a sus  presas.
La mayoría de las especies de Onychopoda viven en las aguas de la cuenca Ponto Caspia(conformada por Mar Caspio, Mar de Aral y el mar Negro que incluye el Mar de Azov), en restos del antiguo océano Paratetis. Algunas otras especies viven en agua fresca o en los océanos, donde  puede extenderse su dispersión.
Se conocen tres familias, conteniendo 10 géneros y alrededor de 33 especies descritas, la mayoría de las cuales son endémicas de la cuenca Ponto-Caspio:

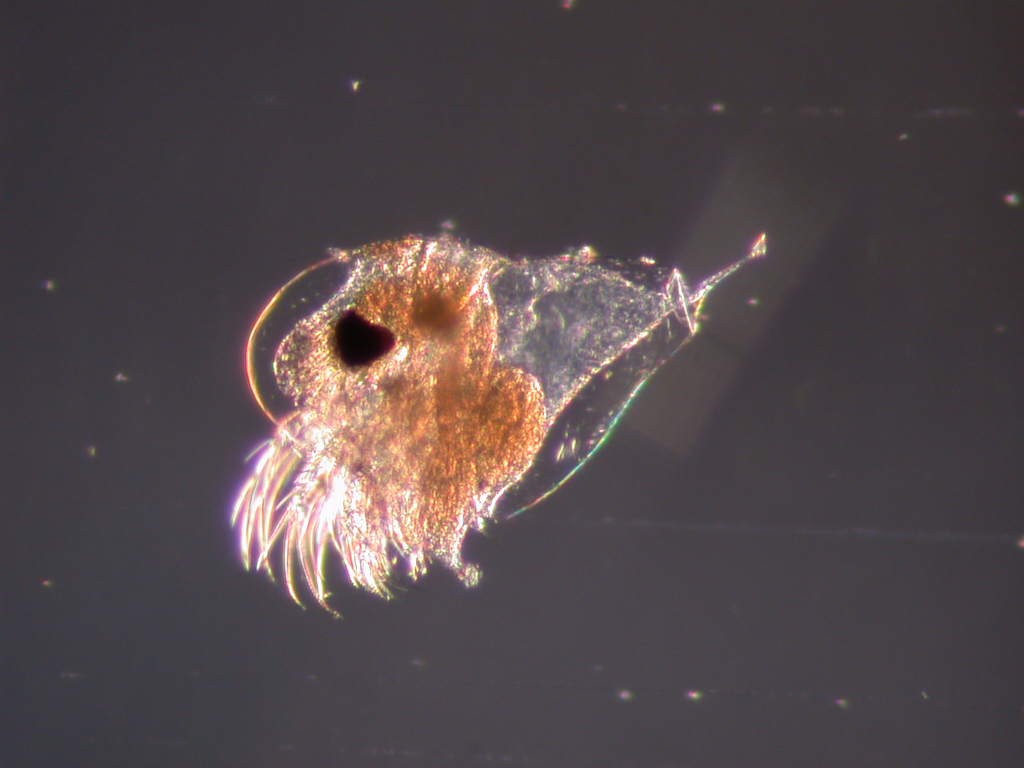
Evadne spinifera

- Cercopagididae Mordukhai-Boltovskoi, 1968 – 2 géneros (Cercopagis y Bythotrephes), 14 especies; Mar Negro & Mar Caspio
- Podonidae Mordukhai-Boltovskoi, 1968 – 7 géneros, 17 especies; Ponto-Caspio (Caspievadne, Cornigerius y Podonevadne) y marinos (Evadne, Pleopis, Podon y Pseudevadne)
- Polyphemidae Baird, 1845 – 1 género (Polyphemus), 2 especies; agua fresca

Los embriones están protegidos por un marsupium, el cual también segrega nutrientes para ayudar a su desarrollo. Esto puede estar relacionado con la colonización de los océanos, pues el único otro cladócero marino, Penilia avirostris, tiene una protección similar a raíz de evolución convergente.